# Pellofa
|  | Per a altres significats, vegeu «Pellofa (desambiguació)». |

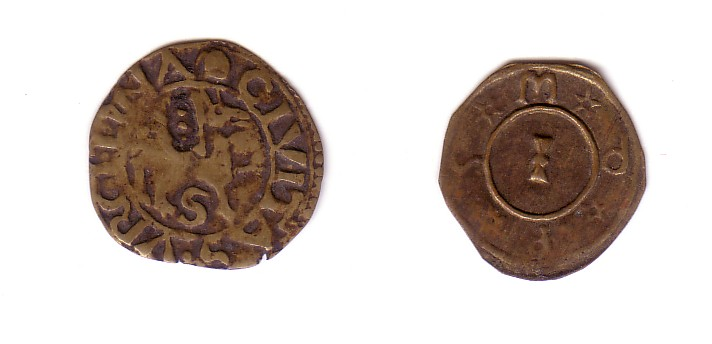
Pellofes de la Seu d'Urgell (esquerra) i Peramola

Una pellofa o plom és una peça monetiforme feta amb fines planxes de llautó i amb simbologia i inscripcions de caràcter religiós que circulaven, amb valor monetari, a l'interior d'algunes comunitats religioses catalanes, entre els segles xiv i xix.
Els eclesiàstics les solien percebre a canvi de la seva assistència a determinats actes litúrgics. La seua utilitat era múltiple. Constituïen un mecanisme de control, així com incentiu a la participació. També es tractava d'un sistema de pagament, car al final d'un determinat període les peces rebudes eren bescanviades per numerari de curs general.
A vegades també s'anomenaren pellofes les monedes incuses emeses pels municipis.

## Història
Les pellofes, documentades a partir del segle xiv, proliferaren sobretot entre el segle xvi i el segle xvii. A partir del segle xix s'inicià una lenta decadència, si bé la seva extinció definitiva cal datar-la ja entrat el segle xx. Pel que fa a l'àmbit geogràfic d'emissió, les pellofes van ser molt usuals arreu de Catalunya, fins al punt que se n'han identificat gairebé nou-cents models provinents de totes les catedrals catalanes (Perpinyà, Elna, Girona, Vic, la Seu d'Urgell, Barcelona, Solsona, Lleida, Tarragona i Tortosa), així com de nombroses altres comunitats. També se'n coneixen de les seus de València i Mallorca. Aquesta paramoneda, exclusivament d'ús intern, traspassà en alguns casos l'àmbit comunitari i s'emprà com a moneda local, sobretot quan hi havia una mancança de moneda menuda, pràctica que fou perseguida i castigada per les mateixes comunitats.

## Fabricació
L'execució de les pellofes es feia majoritàriament mitjançant l'encunyació a martell, a partir d'una matriu de ferro, sobre unes fines làmines de metall, generalment de llautó. Del cop sec de l'encuny sobre la làmina metàl·lica en resultaven aquestes peces incuses (d'una sola cara). Una vegada acabades se'n retallava el contorn. L'emissió i l'ús d'aquests objectes, fins a dates relativament recents, ha propiciat que es conservin encara alguns encunys. En alguns llocs les pellofes es coneixen amb el nom de ploms -sobretot a Mallorca- atès el seu material.
Tot sembla indicar que, en origen el primer sistema emprat arreu fou la fosa; l'encuny a martell fou posterior i, malgrat el canvi de tècnica i material, en perdurà el nom original. El disseny de les pellofes és divers. La majoria eren circulars, però també en trobem d'ovalades, en forma d'escut, quadrades, etc., i els motius que s'hi representen són preferentment l'emblema del centre religiós, la imatge o les inicials del sant titular, i sovint, com ja s'ha dit, s'hi afegia el valor de la peça, i, en alguns casos, l'any d'emissió.